# ゴア料理
ゴア料理（Goan cuisine）では、インド・ゴア州の食文化について概説する。
ゴア州は、北インドと南インドの境界線上に位置しており、北インドと南インドのどちらの食文化圏に属しているとも言い難い。また、豚肉や牛肉を使用する料理が多いといった、インドの他の地域ではあまり見かけないような料理も多く、「非インド的」な食文化圏であるとも言える。

## 歴史
ポルトガルによるゴア占領以降、ゴアは1530年にポルトガル領インドの総督府が置かれ、ポルトガルの支配下で香辛料貿易の拠点となっていた。カトリック教徒も多かったことから、ワインも広く飲まれるようになり、ヒンドゥー教やイスラム教では食のタブーとなっている牛肉や豚肉もカトリック教徒にとってはタブーでないため、牛肉や豚肉を使用した料理も食されている。
ジャガイモ、トマト、トウガラシといった食材は、現在のインドでは広く食されているが、これらはアメリカ大陸を原産としており、ポルトガルによってゴアにもたらされ、その後にインド全体に普及していった。
20世紀初頭のポルトガル領インドは人口の80パーセントがキリスト教徒であったが、1961年のゴア併合後にはインド各地から人口の流入がおき、キリスト教徒が20数パーセント、ヒンドゥー教徒が70パーセント近くになっている。そのため、「カトリック・ゴア料理」と「ヒンドゥー・ゴア料理」という2つの大きなカテゴリーができている。また、この2つのカテゴリーを融合させたような料理も生まれてきている。

## カトリック・ゴア料理
ポーク・ヴィンダルー
ワインビネガーに漬け込んだ豚肉を用いたヴィンダルー。
ソルポテル
豚の内臓肉を使用した料理。サンナと共に食される。
サンナ
米を原料とする蒸しパンの一種。イドゥリに似るが、円盤形ではなく、平たい円筒形なのが特徴。
シャクティ
ココナッツやポピーシードなどで作るマサラと肉やシーフードを調理した料理。
ゴアン・ソーセージ
香辛料を利かせたソーセージ。

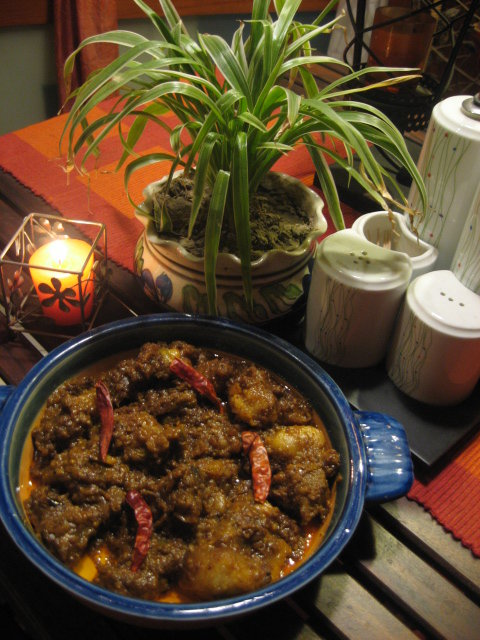
ポーク・ヴィンダルー
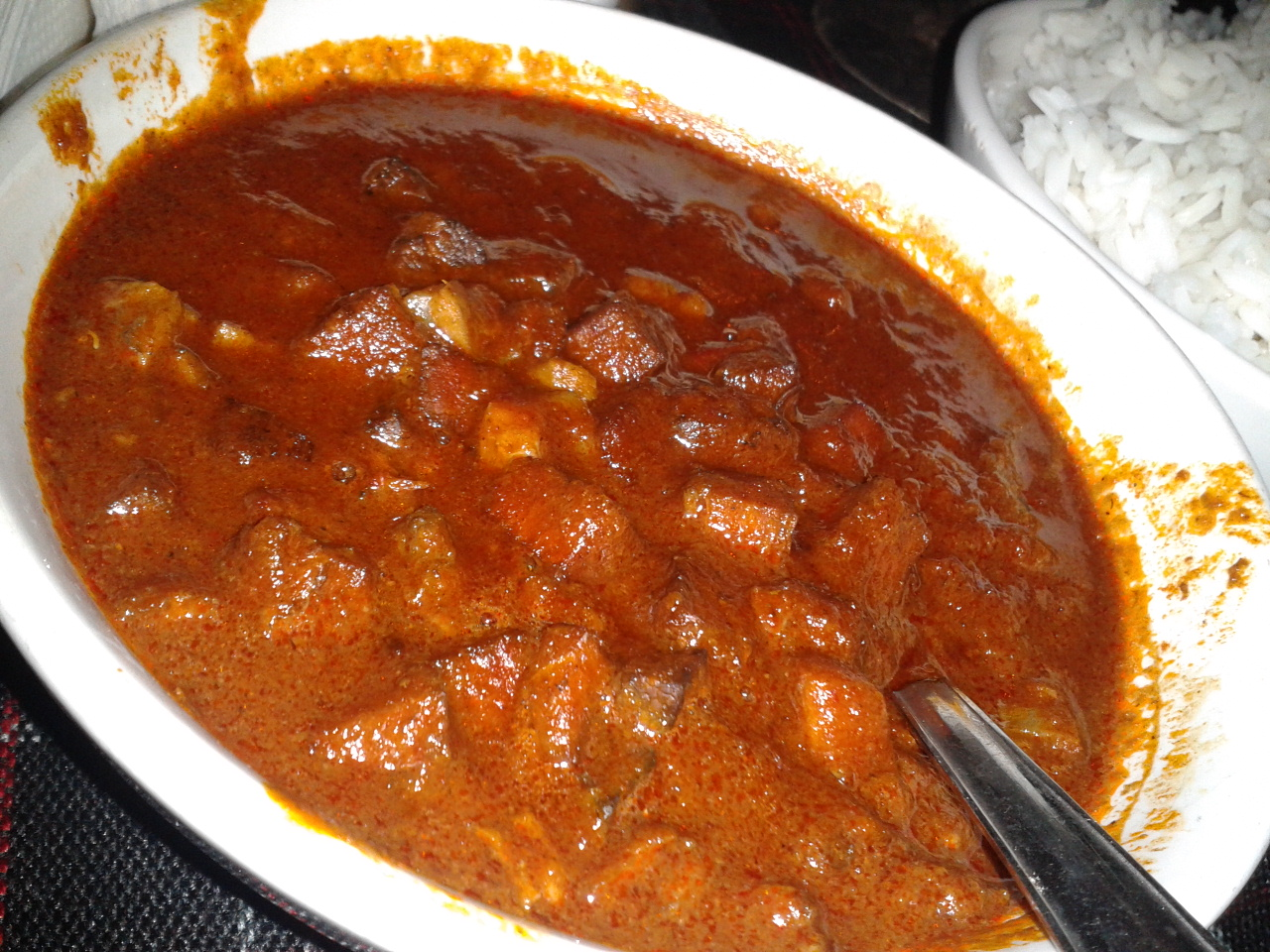
ソルポテル
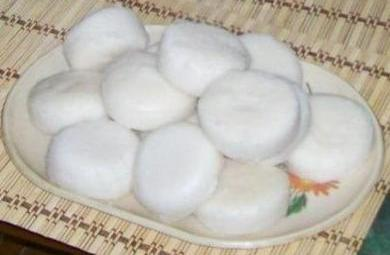
サンナ
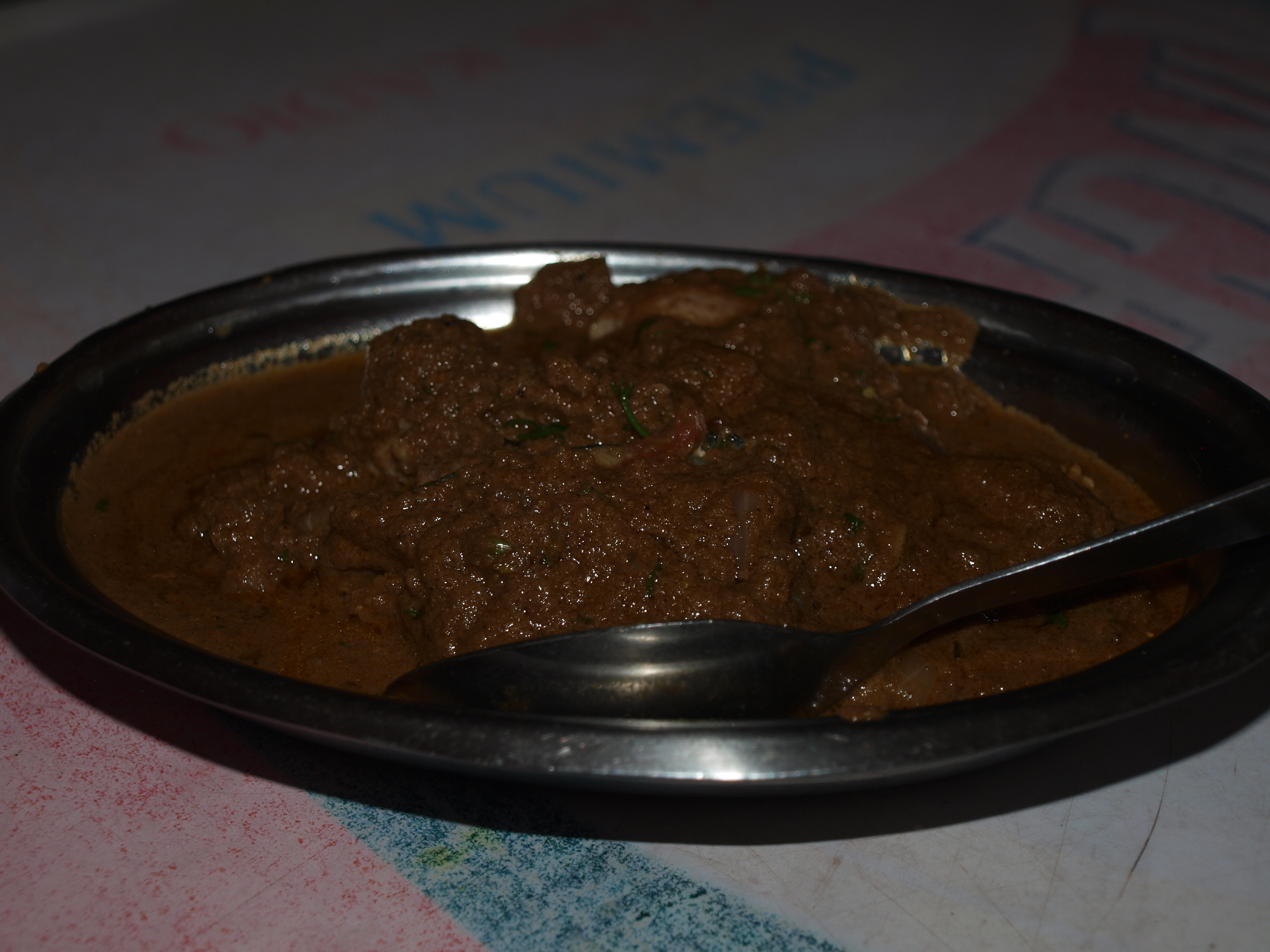
魚のシャクティ
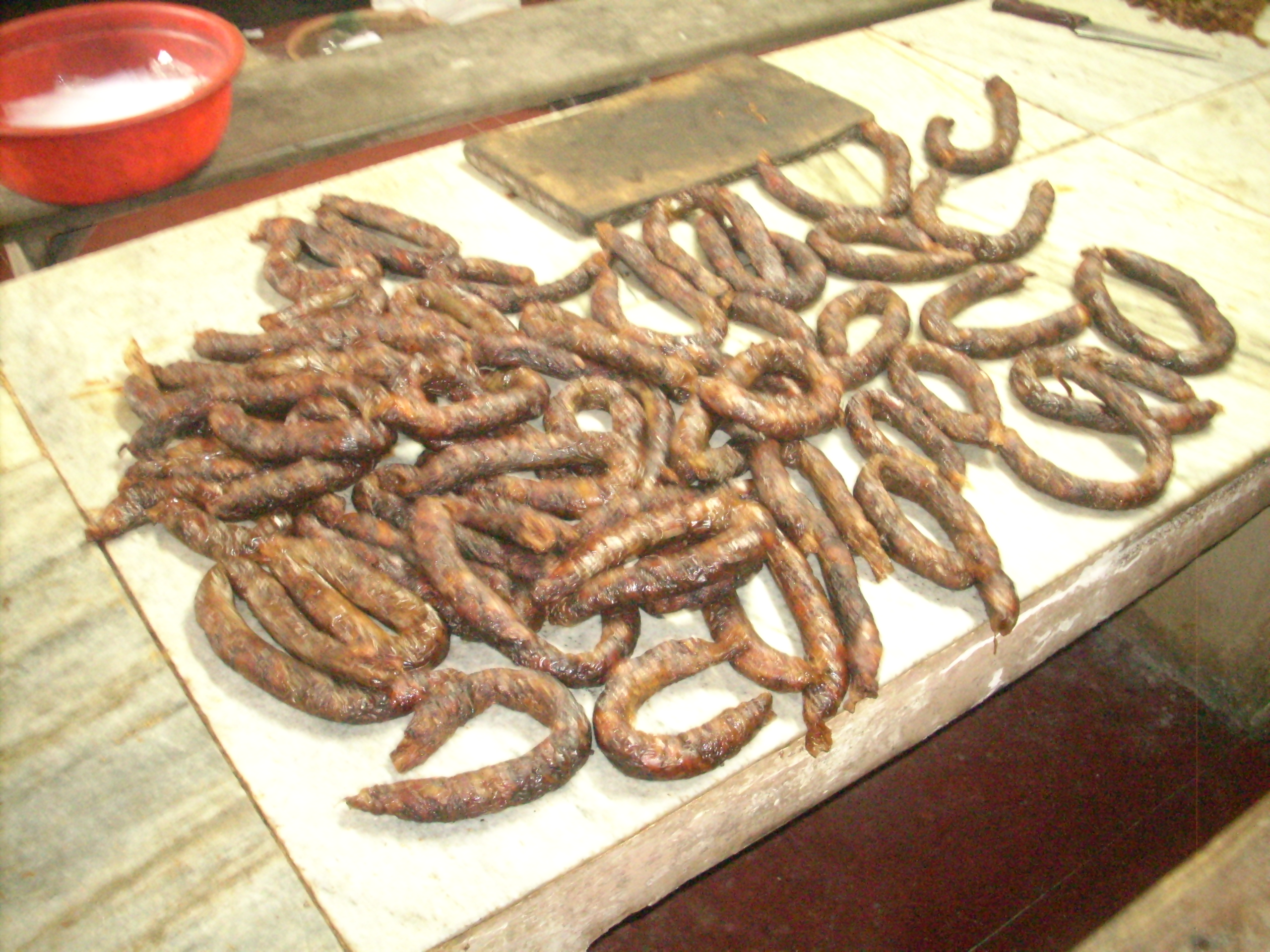
調理前のゴアン・ソーセージ

## ヒンドゥー・ゴア料理
フィッシュカレー、ダール、パコラといった料理。
ゴア州のヒンドゥー教徒はペスカタリアニズムとラクトベジタリアニズムが多く、同様の菜食主義に基づくサラスワット料理とよく似ている。
ヒンドゥー・ゴア料理の味付けはマイルドであり、酸味付けにはタマリンドやコクム（ガルシニアインディカ）が使用され、甘味料としては赤糖が使用される。よく使用されるスパイスにはアサフェティダ、フェヌグリーク、カレーリーフ、ウラド豆、タマネギ、ニンニクなどがある。
レンズマメ、カボチャ、ヒョウタン、タケノコなどの食材がよく使用される。